# Mノベルス
Mノベルスは、双葉社が刊行する新文芸の小説レーベル。2015年3月創刊。
本項目では、Mノベルスfについても記述する。

## 概要
モンスター文庫の兄弟レーベルとして、2015年3月に創刊された新文芸ノベルズレーベルである。Web発の作品を主とする。

### Mノベルスf
Mノベルスfは、同じく双葉社が刊行するライトノベルの女性向けノベルズレーベル。2019年11月に創刊。当初は同年6月から「女性向けMノベルス」として通常のMノベルスとは区別されていたのが、11月から正式にMノベルスfになった。区別がされていなかった頃の作品も、後の電子化ではMノベルスfになったものもある。

## 作品一覧
- 赤はMノベルスf（女性向けMノベルスの頃の作品や電子化でMノベルスfになった作品は該当しないがシリーズ刊行中に切り替わった作品は該当）

### あ行
| タイトル | 著者               | イラスト     | 巻数     | 備考 |
| --- | ------------------ | ------------ | -------- | ---- |
| 愛さないといわれましても〜元魔王の伯爵令嬢は生真面目軍人に餌付けをされて幸せになる〜                                                                                          | 豆田麦             | 花染なぎさ   | 既刊4巻  |      |
| 悪役令嬢に選ばれたなら、優雅に演じてみせましょう! | 柚子れもん         | まち         | 既刊3巻  |      |
| 悪役令嬢は旦那様を痩せさせたい | はいあか           | くろでこ     | 既刊2巻  |      |
| 姉上。スカートをまくって股を開いて見せてくれませんか? | サクチル           | 紫真依       | 既刊1巻  |      |
| あの日地球にダンジョンが出現した | 笠鳴小雨           | Genyaky      | 既刊2巻  |      |
| アラフォー男性ですが賢者に転生したようなので、害虫駆除して暮らしていきます | kt60               | cccpo        | 全3巻    |      |
| 「ある程度（?）の魔法の才能」で今度こそ異世界でスローライフをおくります。 | 比古新             | ゆーにっと   | 全3巻    |      |
| 異世界商人 スキル＜異世界渡航＞を駆使して、悠々自適なお金持ちスローライフを送ります                                                                                           | 青葉               | キッカイキ   | 既刊2巻  |      |
| 異世界チート開拓記 | ファースト         | 冬空実       | 全5巻    |      |
| 異世界で 上前はねて 生きていく〜再生魔法使いのゆるふわ人材派遣生活〜 | 岸若まみず         | 三弥カズトモ | 全5巻    |      |
| 異世界で最強のスキルを生み出せたので、ひたすら無双することにしました。〜俺だけがステータスを勝手に操作〜                                                                      | ヒゲ抜き地蔵       | 山椒魚       | 既刊2巻  |      |
| 異世界でもふもふなでなでするためにがんばってます。 | 向日葵             | 雀葵蘭       | 既刊18巻 |      |
| 異世界のおチビちゃんは今日も何かを創り出す 〜スキル【想像創造】で目指せ成り上がり!〜                                                                                          | ぱつきんすきー     | 高瀬コウ     | 既刊3巻  |      |
| 異世界料理バトル | 東国不動           | アルデヒド   | 既刊3巻  |      |
| いや、つれさる相手間違ってるから! | 大滝タクミ         | F島          | 既刊1巻  |      |
| エリィ・ゴールデンと悪戯な転換 ブスでデブでもイケメンエリート | 四葉夕卜           | ミユキルリア | 全8巻    |      |
| 冤罪で処刑された侯爵令嬢は今世ではもふ神様と穏やかに過ごしたい | 雪野みゆ           | ゆき哉       | 全5巻    |      |
| おいてけぼりの錬金術師 | てぃる             | 布施龍太     | 既刊3巻  |      |
| お城を追い出された王女は、庶民の暮らしを満喫する | 四馬タ             | こちも       | 全2巻    |      |
| お菓子職人の成り上がり〜天才パティシエの領地経営〜 | 月夜涙             | 三弥カズトモ | 全5巻    |      |
| おっさん底辺治癒士と愛娘の辺境ライフ 〜中年男が回復スキルに覚醒して、英雄へ成り上がる〜                                                                                       | 飯田栄静           | ドルチェ     | 既刊2巻  |      |
| 俺だけ選び放題、S級レアアイテムも壊れスキルも覚醒した【シュレディンガーの猫】で思うがまま! 〜冒険者の俺はレベルも金も稼いで幸せなので、追放してきた連中も自力で頑張ってくれ〜 | ぺもぺもさん       | 伍長         | 既刊3巻  |      |
| 俺だけ超天才錬金術師 ゆる〜いアトリエ生活始めました | ふつうのにーちゃん | Harcana      | 既刊3巻  |      |

### か行
| タイトル | 著者                 | イラスト   | 巻数    | 備考                    |
| --- | -------------------- | ---------- | ------- | ----------------------- |
| 化学で捗る魔術開発 | 瓜生久一             | toi8       | 既刊2巻 |                         |
| 過疎ゲーが現実化して萎えてます。                                                                                       | ぺリ一               | 赤井てら   | 既刊2巻 |                         |
| 家族に役立たずと言われ続けたわたしが、魔性の公爵騎士様の最愛になるまで                                                 | 鳴田るな             | 鈴ノ助     | 既刊4巻 |                         |
| 神々の加護で生産革命〜異世界の片隅でまったりスローライフしてたら、なぜか多彩な人材が集まって最強国家ができてました〜   | 風来山               | 鈴穂ほたる | 既刊2巻 |                         |
| 神に転生した少年がもふもふと異世界を旅します                                                                           | 蒼井美紗             | 成瀬ちさと | 既刊2巻 |                         |
| 関係改善をあきらめて距離をおいたら、塩対応だった婚約者が絡んでくるようになりました                                     | 雨野六月             | 雲屋ゆきお | 既刊5巻 |                         |
| 騎士団付属のカフェテリアは、夜間営業をしておりません。                                                                 | 遠原嘉乃             | 雨壱絵穹   | 既刊2巻 |                         |
| 北の砦にて 新しい季節〜転生して、もふもふ子ギツネな雪の精霊になりました〜                                              | 三国司               | 草中       | 既刊3巻 |                         |
| 狂戦士なモブ、無自覚に本編を破壊する                                                                                   | なるのるな           | 霜月えいと | 既刊4巻 | 4巻以降は電子書籍版のみ |
| 嫌われ剣士の異世界転生記                                                                                               | 羽咲うさぎ           | R_りんご   | 既刊2巻 |                         |
| 嫌われ令嬢はその運命を受け入れる                                                                                       | 昨日見多友人         | 八つ森佳   | 既刊1巻 |                         |
| 極めた薬師は聖女の魔法にも負けません 〜コスパ悪いとパーティ追放されたけど、事実は逆だったようです〜                    | インバーターエアコン | ⑪          | 既刊8巻 | 5巻以降は電子書籍版のみ |
| 苦節四年、理想の聖女を演じるのに疲れました 〜便利屋扱いする国は捨て“白魔導士”となり旅に出る〜。                        | インバーターエアコン | アレア     | 既刊3巻 |                         |
| クラスごと集団転移しましたが、一番強い俺は最弱の商人に偽装中です。                                                     | かわち乃梵天丸       | ヨシモト   | 既刊4巻 |                         |
| 結婚初夜のデスループ〜脳筋令嬢は何度死んでもめげません〜                                                               | 焦田シューマイ       | 一花夜     | 既刊2巻 |                         |
| 剣聖の幼馴染がパワハラで俺につらく当たるので、絶縁して辺境で魔剣士として出直すことにした。                             | シンギョウガク       | ふーみ     | 全5巻   |                         |
| 恋人を寝取られ、勇者パーティから追放されたけど、EXスキル【固定ダメージ】に目覚めて無敵の存在に。さあ、復讐を始めよう。 | 六志麻あさ           | ろるあ     | 既刊3巻 |                         |
| この異世界でも、ヤンデレに死ぬほど愛される                                                                             | 緋色の雨             | つかこ     | 既刊2巻 |                         |
| 古竜なら素手で倒せますけど、これって常識じゃないんですか?                                                              | 羽田遼亮             | 竹花ノート | 既刊4巻 |                         |

### さ行
| タイトル | 著者       | イラスト                          | 巻数    | 備考                    |
| --- | ---------- | --------------------------------- | ------- | ----------------------- |
| 最強陰陽師の異世界転生記 〜下僕の妖怪どもに比べてモンスターが弱すぎるんだが〜                                                  | 小鈴危一   | シソ（1巻） 柚希きひろ（2巻-5巻） | 既刊5巻 |                         |
| 「雑魚スキル」と追放された紙使い、真の力が覚醒し世界最強に 〜世界で僕だけユニークスキルを2つ持ってたので真の仲間と成り上がる〜 | 桑野和明   | 福きつね                          | 既刊2巻 |                         |
| 雑用付与術師が自分の最強に気付くまで 〜迷惑をかけないようにしてきましたが、追放されたので好きに生きることにしました〜          | 戸倉儚     | 白井鋭利                          | 既刊3巻 |                         |
| 地獄の沙汰も黄金次第 〜会社をクビになったけど、錬金術とかいうチートスキルを手に入れたので人生一発逆転を目指します〜            | 出雲大吉   | カリマリカ                        | 既刊4巻 | 4巻は電子書籍版のみ     |
| 使徒戦記 ことなかれ貴族と薔薇姫の英雄伝                                                                                        | タンバ     | 新堂アラタ                        | 既刊2巻 |                         |
| 死にたくないので、全力で媚びたら溺愛されました!                                                                                | 夕立悠理   | なま                              | 既刊3巻 |                         |
| 死にやすい公爵令嬢 | 瀬尾照     | 六七質                            | 既刊2巻 |                         |
| 地味姫と黒猫の、円満な婚約破棄                                                                                                 | 真弓りの   | まち                              | 既刊8巻 | 3巻以降は電子書籍版のみ |
| 従魔とつくる異世界ダンジョン                                                                                                   | 唖鳴蝉     | いちやん                          | 既刊3巻 |                         |
| 真実の愛を見つけたと言われて婚約破棄されたので、復縁を迫られても今さらもう遅いです!                                            | 彩戸ゆめ   | 一花夜                            | 既刊6巻 | 6巻以降は電子書籍版のみ |
| ずたぼろ令嬢は姉の元婚約者に溺愛される                                                                                         | とびらの   | 紫真依                            | 既刊9巻 | 3巻以降は電子書籍版のみ |
| 聖獣とともに歩む隠者 〜錬金術で始める生産者ライフ〜                                                                            | あきさけ   | ヤミーゴ                          | 既刊2巻 |                         |
| 聖女じゃないと追放されたので、もふもふ従者（聖獣）とおにぎりを握る                                                             | 夕日       | くろでこ                          | 既刊2巻 |                         |
| 前世聖女は手を抜きたい よきよき                                                                                                | 彩戸ゆめ   | すがはら竜                        | 既刊3巻 |                         |
| 前世、弟子に殺された魔女ですが、呪われた弟子に会いに行きます                                                                   | 沢野いずみ | 藤未都也                          | 既刊2巻 |                         |
| そのおっさん、異世界で二周目プレイを満喫中                                                                                     | 月夜涙     | てつぶた                          | 全6巻   |                         |
| その門番、最強につき〜追放された防御力9999の戦士、王都の門番として無双する〜                                                   | 友橋かめつ | へいろー                          | 既刊4巻 |                         |
| 空飛ぶクジラの幸せ生活 〜神代の無敵艦と融合した俺は、背中に獣人たちの街をつくる〜                                              | じゃき     | やまかわ                          | 既刊2巻 |                         |
| ソリオンのハガネ 〜最強の帰還者は二度目の異世界を謳歌する〜                                                                    | 伊那遊     | 弥南せいら                        | 既刊1巻 |                         |

### た行
| タイトル | 著者         | イラスト                            | 巻数    | 備考                    |
| --- | ------------ | ----------------------------------- | ------- | ----------------------- |
| 大罪の魔王 〜破滅スキル『大罪』が、実は最強でした! 『ガチャ』と『配合』で成り上がる魔王道〜                                                         | 山畑京助     | Runbel                              | 既刊1巻 |                         |
| 種付けおじさんの異世界プレス漫遊記 〜その者、全種族（勇者と魔王も含む）を嫁にし、世界を救った最強無双のハーレム王なり〜                             | くさもち     | マッパニナッタ                      | 既刊3巻 | 3巻は電子書籍版のみ     |
| 旅する錬金術師のスローライフ | 川上とむ     | 竹岡美穂（1巻-2巻） ぶたばら（2巻） | 既刊2巻 |                         |
| 騙され裏切られ処刑された私が……誰を信じられるというのでしょう?                                                                                       | 榊万桜       | 麻先みち                            | 既刊3巻 |                         |
| 誰にも愛されないので床を磨いていたらそこが聖域化した令嬢の話                                                                                        | ひだまり     | 双葉はづき                          | 既刊4巻 | 3巻以降は電子書籍版のみ |
| 断罪されている悪役令嬢と入れ替わって婚約者たちをぶっ飛ばしたら、溺愛が待っていました                                                                | BlueBlue     | 乗出いきる                          | 全5巻   | 5巻は電子書籍版のみ     |
| ダンジョン+ハーレム+マスター | 三島千廣     | ジョンディー                        | 既刊3巻 |                         |
| ダンジョン配信を切り忘れた有名配信者を助けたら、伝説の探索者としてバズりはじめた 〜陰キャの俺、謎スキルだと思っていた《ルール無視》でうっかり無双〜 | どまどま     | もきゅ                              | 既刊2巻 |                         |
| 男装王女の悪妻計画 〜旦那様がぜんぜん離婚に応じてくれません〜                                                                                       | 日車メレ     | 漣ミサ                              | 既刊2巻 |                         |
| チートだけど宿屋はじめました。 | nyonnyon     | DSマイル                            | 既刊2巻 |                         |
| 追放されたおっさん鍛冶師、なぜか伝説の大名工になる 〜昔おもちゃの武器を造ってあげた子供たちが全員英雄になっていた〜                                 | 青空あかな   | 緋ノ丘シュウジ                      | 既刊2巻 |                         |
| 追放された鍛冶師はチートスキルで伝説を作りまくる 〜婚約者に店を追い出されたけど、気ままにモノ作っていられる今の方が幸せです〜                       | 茨木野       | kodamazon                           | 既刊2巻 |                         |
| 転生叔父さまと私の軌道修正ライフ | 清弘むいこ   | 花ヶ田                              | 既刊2巻 |                         |
| 転生先が残念王子だった件 〜今は腹筋1回もできないけど痩せて異世界救います〜                                                                          | 回復師       | 蓮禾                                | 既刊1巻 |                         |
| 転生先で捨てられたので、もふもふ達とお料理します〜お飾り王妃はマイペースに最強です〜                                                                | 桜井悠       | 凪かすみ                            | 既刊6巻 |                         |
| 転生したら才能があった件 〜異世界行っても努力する〜                                                                                                 | けん         | 竹花ノート                          | 既刊4巻 |                         |
| 転生したら武闘派令嬢!? 〜恋しなきゃ死んじゃうなんて無理ゲーです                                                                                     | きゃる       | 双葉はづき                          | 既刊4巻 |                         |
| 転生したら平民でした。 〜生活水準に耐えられないので貴族を目指します〜                                                                               | 蒼井美紗     | 赤井てら                            | 既刊5巻 | 4巻以降は電子書籍版のみ |
| 転生者殺し〜チートを奪うチート能力で悠々自適な異世界生活!?〜                                                                                        | 月島秀一     | めと                                | 既刊2巻 |                         |
| 転生! 竹中半兵衛 マイナー武将に転生した仲間たちと戦国乱世を生き抜く                                                                                 | 青山有       | 長浜めぐみ                          | 全5巻   |                         |
| 転生領主の優良開拓 〜前世の記憶を生かしてホワイトに努めたら、有能な人材が集まりすぎました〜                                                         | 空野進       | 葉山えいし                          | 既刊3巻 |                         |
| どうも、好きな人に惚れ薬を依頼された魔女です。 | 六つ花えいこ | Vient                               | 既刊2巻 |                         |
| どうも、勇者の父です。 〜この度は愚息がご迷惑を掛けて、申し訳ありません。〜                                                                         | 赤金武蔵     | kodamazon                           | 既刊2巻 |                         |
| 時使い魔術師の転生無双 〜魔術学院の劣等生、実は最強の時間系魔術師でした〜                                                                           | 葉月秋水     | あるてら                            | 既刊2巻 |                         |
| 隣の部屋の女騎士は、異世界人で飲み友達 | 猫正宗       | 冬空実                              | 既刊2巻 |                         |
| 努力は俺を裏切れない ――前世で報われなかった俺は、異世界に転生して努力が必ず報われる異能を手に入れた――                                               | 常石及       | 美和野らぐ                          | 既刊2巻 |                         |

### な行
| タイトル                                                                          | 著者     | イラスト   | 巻数    | 備考 |
| --------------------------------------------------------------------------------- | -------- | ---------- | ------- | ---- |
| 二の打ち要らずの神滅聖女 〜五千年後に目覚めた聖女は、最強の続きをすることにした〜 | 藤孝剛志 | 霜月えいと | 既刊2巻 |      |
| のんべんだらりな転生者〜貧乏農家を満喫す〜                                        | 咲く桜   | 藻         | 全6巻   |      |

### は行
| タイトル | 著者               | イラスト         | 巻数    | 備考               |
| --- | ------------------ | ---------------- | ------- | ------------------ |
| ハーシェリク | 楠のびる           | あり子           | 全5巻   | 契約終了のため絶版 |
| パーティーから追放されたその治癒師、実は最強につき                                                                                      | 影茸               | カカオ・ランタン | 既刊5巻 |                    |
| パーティーメンバーに婚約者の愚痴を言っていたら実は本人だった件                                                                          | ぷにちゃん         | ひだかなみ       | 既刊2巻 |                    |
| 白衣の英雄 | 九重十造           | てんまそ         | 既刊4巻 |                    |
| 伯爵令嬢はドラゴンとお茶を嗜む | 寺町朱穂           | 條               | 既刊2巻 |                    |
| 箱庭の薬術師 | ぷにちゃん         | 一橋真           | 既刊3巻 |                    |
| ハズレスキル『ガチャ』で追放された俺は、わがまま幼馴染を絶縁し覚醒する 〜万能チートスキルをゲットして、目指せ楽々最強スローライフ!〜    | 木嶋隆太           | 卵の黄身         | 全4巻   |                    |
| ハズレ判定から始まったチート魔術士生活                                                                                                  | 篠浦知螺           | 荻pote           | 既刊2巻 |                    |
| 妃殿下の微笑 〜身代わり花嫁は、引きこもり殿下と幸せに暮らしたい〜                                                                       | 瀬尾優梨           | m/g              | 既刊1巻 |                    |
| ヒトを勝手に参謀にするんじゃない、この覇王。 〜ゲーム世界に放り込まれたオタクの苦労〜                                                   | 港瀬つかさ         | まろ             | 既刊4巻 |                    |
| 貧乏国家の黒字改革〜金儲けのためなら手段を選ばない俺が、なぜか絶賛されている件について〜                                                | 空野進             | 成瀬ちさと       | 既刊2巻 |                    |
| 不遇職テイマーの成り上がり 〜スキル【吸収】でモンスターの能力を手に入れ、最強になる〜                                                   | 蒼乃白兎           | ぴず             | 既刊2巻 |                    |
| 冒険者ギルドの万能アドバイザー 〜勇者パーティを追放されたけど、愛弟子達が代わりに魔王討伐してくれるそうです〜                           | 虎戸リア           | アカイテラ       | 既刊2巻 |                    |
| 冒険家になろう! 〜スキルボードでダンジョン攻略〜                                                                                        | 萩鵜アキ           | TEDDY            | 既刊3巻 |                    |
| 冒険者をクビになったので、錬金術師として出直します! 〜辺境開拓?よし、俺に任せとけ!                                                      | 佐々木さざめき     | あれっくす       | 既刊8巻 |                    |
| ポーション工場に左遷された俺、エルフに拉致され砂漠の国の錬金術師となる 〜今さら戻れと言われても、美人姉妹（エルフ）が離してくれません〜 | ふつうのにーちゃん | Harcana          | 既刊2巻 |                    |

### ま行
| タイトル                                                                  | 著者         | イラスト   | 巻数     | 備考                             |
| ------------------------------------------------------------------------- | ------------ | ---------- | -------- | -------------------------------- |
| 魔王様、リトライ!                                                         | 神埼黒音     | 飯野まこと | 既刊10巻 | モンスター文庫から移行した新装版 |
| 魔法の国の魔弾                                                            | 狩真健       | 真空       | 既刊4巻  |                                  |
| 魔欠落者の収納魔法〜フェンリルが住み着きました〜                          | 富士とまと   | sime       | 既刊2巻  |                                  |
| ミスリル令嬢と笑わない魔法使い                                            | 早瀬黒絵     | 汐谷しの   | 既刊5巻  | 4巻以降は電子書籍版のみ          |
| 醜いオークの逆襲 同人エロゲの鬼畜皇太子に転生した喪男の受難               | サンボン     | ゆか       | 既刊2巻  |                                  |
| 無職の最強賢者 〜ジョブが得られず追放されたが、ゲームの知識で異世界最強〜 | 可換環       | 風花風花   | 既刊3巻  |                                  |
| 村人転生 最強のスローライフ                                               | タカハシあん | のちた紳   | 全13巻   |                                  |
| メイドは進むよどこまでも!                                                 | もちもち物質 | 桜木蓮     | 既刊1巻  |                                  |
| 元英雄は、女子高生と異世界でほのぼのと旅暮らす。                          | 一色一凛     | おっweee   | 既刊1巻  |                                  |

### や行
| タイトル                                                                                   | 著者               | イラスト     | 巻数    | 備考                    |
| ------------------------------------------------------------------------------------------ | ------------------ | ------------ | ------- | ----------------------- |
| 勇者伝説の裏側で俺は英雄伝説を作ります 〜王道殺しの英雄譚〜                                | ナカノムラアヤスケ | をん         | 既刊3巻 |                         |
| 勇者になれなかった三馬鹿トリオは、今日も男飯を拵える。                                     | くろぬか           | TAPI岡       | 全5巻   |                         |
| 勇者パーティーを追放された白魔導師、Sランク冒険者に拾われる 〜この白魔導師が規格外すぎる〜 | 水月穹             | DeeCHA       | 既刊7巻 | 6巻以降は電子書籍版のみ |
| 勇者パーティーを追放されたので、魔王を取り返しがつかないほど強く育ててみた                 | 可換環             | をん         | 既刊3巻 |                         |
| 妖精姫は研究がしたい フィーのささやかな学園生活                                            | 西塔羊             | 鳥飼やすゆき | 既刊1巻 |                         |

### ら行
| タイトル                 | 著者     | イラスト | 巻数    | 備考 |
| ------------------------ | -------- | -------- | ------- | ---- |
| レイトのゆるーい転生生活 | アケチカ | OX       | 既刊1巻 |      |
| 錬金貴族の領地経営       | 三島千廣 | ともぞ   | 既刊3巻 |      |

### わ行
| タイトル                       | 著者     | イラスト | 巻数    | 備考 |
| ------------------------------ | -------- | -------- | ------- | ---- |
| わたし、聖女じゃありませんから | 長月おと | 萩原凛   | 既刊3巻 |      |

## アニメ化作品

### Mノベルス
| 作品                                                                                       | 放送年 | アニメーション制作 | 備考 |
| ------------------------------------------------------------------------------------------ | ------ | ------------------ | ---- |
| 魔王様、リトライ!                                                                          | 2019年 | EKACHI EPILKA      |      |
| 最強陰陽師の異世界転生記 〜下僕の妖怪どもに比べてモンスターが弱すぎるんだが〜              | 2023年 | スタジオブラン     |      |
| パーティーから追放されたその治癒師、実は最強につき                                         | 2024年 | スタジオエル       |      |
| 勇者パーティーを追放された白魔導師、Sランク冒険者に拾われる 〜この白魔導師が規格外すぎる〜 | 2025年 | FelixFilm          |      |

### Mノベルスf
| 作品                                               | 放送年 | アニメーション制作   | 備考 |
| -------------------------------------------------- | ------ | -------------------- | ---- |
| 異世界でもふもふなでなでするためにがんばってます。 | 2024年 | EMTスクエアード      |      |
| ずたぼろ令嬢は姉の元婚約者に溺愛される             | 2025年 | ランドック・スタジオ |      |